# سوني فلايم
سوني فلايم بالأحرف اللاتينية Sonny Flame، اسمه الحقيقي Mihai Razvan Preda (مولود في بلويشت، رومانيا في 30 سبتمبر/أيلول 1986) مغني بوب وراغاي ودانس هول وريذم أند بلوز روماني مولود في Ploiești، رومانيا وله عقد فني مع شركة Red Clover Media الرومانية.

## الألبوم
- 2012: Way of life

## الأغنيات
- 2010: "Top of the World" (بمشاركة كريس ماير)
- 2010: "Come Along" (مع لورا)(خلال Selecţia Naţională Eurovision 2010)
- 2010: "Glamity"
- 2010: "Jump Up" (بمشاركة DJ Dark)
- 2011: "I Gotta Find You"
- 2011: "Summer Days" (بمشاركة Connect-R)
- 2011: "Get Your Cloths Off"
- 2012: "African Sun"
- 2012: "Sale el sol"
- 2012: "Like a Breeze"
- 2012: "Boom Boom Room" (بمشاركة Kenno)
- 2012: "Get in my bed"
- 2012: "Another day"
- 2012: "It's My Life"
- 2012: "Lady"
- 2012: "Woman"
- 2012: "Miami Day"
- 2012: "Vin"
- 2013: "Loca Pasion"
- 2014: "Colac de salvare"
- 2014: "Pune-mă-n cap"

أغنيات شارك فيها بأداء رئيسي لمغنين آخرين
- 2009: "Confused" (كريس ماير بمشاركة سوني فلايم)
- 2009: "Havana Lover" (موريس بمشاركة سوني فلايم)
- 2010: "Lonely Girl" (واسابي بمشاركة سوني فلايم)
- 2011: "Around the World" (كلوديت بمشاركة سوني فلايم)
- 2012: "Like That" ( بمشاركة Style Da Kid، Mike Diamondz, سوني فلايم, Johnny King, OneShot, Violet ِAnda D)
- 2014: "POC" (تارا بمشاركة سوني فلايم)